# 岩崎勲

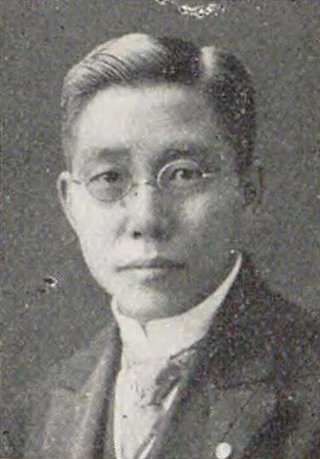
岩崎勲

岩崎 勲（いわさき いさお、1878年（明治11年）2月25日 – 1927年（昭和2年）1月18日）は、日本の弁護士、弁理士、政治家。衆議院議員（静岡県第五区選出、当選4回）。族籍は静岡県士族。

## 経歴
静岡県駿東郡清水村八幡（現清水町）の人である。三嶋大社の禰宜岩崎元功の長男。家は代々八幡神社の社掌だったが、父の代に至って三嶋神社の禰宜を兼ねた。
静岡県尋常中学校、第一高等学校を経て東京帝国大学に入る。在学中には各大学の同志とともに青年革進協会を組織してその幹部となり、雑誌『革進』の編集主任を務めた。
1903年（明治36年）、東京帝国大学法科大学法律学科（仏法）を卒業、同年文官高等試験に合格したが、官界には入らず弁護士・特許弁理士となった。弁護士となってより諸所の公会において常に壇上の人となった。1906年（明治39年）、東京弁護士会常議員となり、1911年（明治44年）、日本弁護士協会理事に選出された。
その他、大日本養殖社長、ヒロネ鉱泉、渥美養魚各監査役、駿豆新聞社取締役などを務めた。また二条公爵家、伊藤銀行などの法律顧問も務めた。
1912年（明治45年）、第11回衆議院議員総選挙に出馬し、当選。さらに第13回から第15回まで連続当選を果たした。立憲政友会に所属。立憲政友会幹事長、同会総務を務めた。
1926年（大正15年）、松島遊廓疑獄に関わったとして起訴されたが、判決前に病死した。

## 人物
住所は東京麻布本村町、芝伊皿子町。

## 家族・親族
岩崎家
- 父・元功（1852年 - ?、三嶋大社禰宜[3]、静岡士族[5][6]）
- 妻・とく（1886年 - ?、静岡、杉山左門治の二女）[5][6]
- 男・郁夫（1912年 - ?）[5]